# سرطان خون پرولنفوسیتیک لنفوسیت بی
سرطان خون پرولنفوسیتیک لنفوسیت بی نوعی تهاجمی تر ولی هنوز درمانپذیر از سرطان خون است. لنفوسیت بی های بدخیم از اندازه میانگین بزرگتر اند. نام مختصر این سرطان B-PLL است.
این سرطان می‌تواند شامل جهش حذفی از کروموزوم ۱۱ و کروموزوم ۱۳ باشد.
در برخی موارد ممکن است نشانگر یک نوع لنفوم سلول مانتل باشد.
پیش آگهی این سرطان به نسبت ضعیف است.

## نشانگرها
یک مورد به عنوان+CD20+, CD22 و -CD5 توضیح داده شده‌است.
و همچنین می‌تواند CD5+ هم باشد.
یک مورد دیگر به عنوان cd45 +, CD19+, CD20+, CD5+, HLA-DR+, CD10- با CD23+/-, CD38+ و FMC7- توصیف شدند.

## درمان
پرتوافشانی بر روی طحال برای درمان بکار گرفته شده‌است.